# Jason Collier
Jason Jeffrey Collier (ur. 8 września 1977 w Springfield, Ohio, zm. 15 października 2005 w Cumming, Georgia) – amerykański koszykarz występujący na pozycji centra.
W 1996 wystąpił w meczu wschodzących gwiazd – Nike Hoop Summit oraz McDonald’s All-American.
Występował w amerykańskiej lidze uniwersyteckiej w barwach Indiana University Bloomington oraz Georgia Institute of Technology. W 2000 został wybrany w drafcie NBA przez zespół Milwaukee Bucks, ale ostatecznie trafił do Houston Rockets. W lidze NBA bronił barw Rockets (2001-2003), a następnie Atlanta Hawks (2004-2005). Grał na pozycji środkowego; zdobywał średnio 5,6 punktu w meczu.
Zmarł nagle, po problemach z oddychaniem.
W 2006 liga NBA Development League nadała imię Jasona Colliera nagrodzie Sportsmanship Award, przyznawanej za postawę sportową, aby uhonorować w ten sposób byłego zawodnika NBA D-League. Był oddanym i lojalnym zawodnikiem, który reprezentował na boisku wszelkie wzorcowe dla sportowca postawy. Collier występował w barwach Fayetteville Patriots i został wtedy zaliczony do pierwszego składu najlepszych zawodników D-League.